# (200147) 1998 HC50
(200147) 1998 HC50 es un asteroide perteneciente al cinturón de asteroides, descubierto el 27 de abril de 1998 por el equipo del Spacewatch desde el Observatorio Nacional de Kitt Peak, Arizona, Estados Unidos.

## Designación y nombre
Designado provisionalmente como 1998 HC50.

## Características orbitales
1998 HC50 está situado a una distancia media del Sol de 2,437 ua, pudiendo alejarse hasta 2,777 ua y acercarse hasta 2,098 ua. Su excentricidad es 0,139 y la inclinación orbital 3,222 grados. Emplea 1390,29 días en completar una órbita alrededor del Sol.

## Características físicas
La magnitud absoluta de 1998 HC50 es 16,8.